# Toda Kazuyuki
Toda Kazuyuki (戸田 和幸 sinh ngày 30 tháng 12 năm 1977) là một cựu cầu thủ bóng đá Nhật Bản. Anh từng thi đấu cho Đội tuyển bóng đá quốc gia Nhật Bản.

## Thống kê sự nghiệp
| Đội tuyển bóng đá Nhật Bản | Đội tuyển bóng đá Nhật Bản | Đội tuyển bóng đá Nhật Bản |
| Năm                        | Trận                       | Bàn                        |
| -------------------------- | -------------------------- | -------------------------- |
| 2001                       | 10                         | 0                          |
| 2002                       | 10                         | 1                          |
| Tổng cộng                  | 20                         | 1                          |